# Хиндхой
Хиндхой (чечен. Хиндхой) — один из чеченских тайпов. По мнению Яна Чеснова относятся к ветви орстхоевцев (карабулаков).
По мнению Яна Чеснова, хиндхой небольшой чеченский тайп, расселённый в горах в районе Галанчожа. По происхождению относятся к ветви орстхоевцев (карабулаков), вошедших в состав чеченцев. Другая ветвь влилась в ингушей.
Орстхоевцы, расселённые на равнине, понесли наибольшие ощутимые потери в результате Кавказской войны XIX века. Часть оставшихся орстхоевцев выселилась в Турцию и Иорданию и др. страны Передней Азии, часть ушла в горы, как Хиндхой.